# Kumar Pallana
Kumar Valavhadas Pallana (23. december 1918 - 10. oktober 2013) var en indisk karakterskuespiller og vaudeviller.
Han optrådte i Mickey Mouse Club som en tallerkendrejer og jonglør.
Pallana ejede en kaffebutik, Cosmic Cup (nu Cosmic Cafe), i Dallas i Texas, hvor Wes Anderson og Owen Wilson ofte kom. Anderson castede Pallana i Bottle Rocket, Rushmore, The Royal Tenenbaums og i The Darjeeling Limited.
Hans søn Dipak Pallana optrådte også i Bottle Rocket, Rushmore og The Royal Tenenbaums.

## Filmografi
| År   | 'Film                  | Rolle                   |
| 1996 | Bottle Rocket          | Kumar                   |
| 1998 | Rushmore               | Mr. Littlejeans         |
| 2001 | The Royal Tenenbaums   | Pagoda                  |
| 2002 | Bomb the System        | Kumar Baba              |
| 2003 | Duplex                 | Indian Restaurant Owner |
| 2004 | The Terminal           | Gupta Rajan             |
| 2005 | Romance & Cigarettes   | Da Da Kumar             |
| 2006 | 10 Items or Less       | Lee                     |
| 2007 | The Darjeeling Limited | Old man on train        |
| 2010 | Anjaana Anjaani        | Coast guard             |